# فاراتل
فاراتل یک شرکت ایرانی در زمینۀ صنایع الکترونیک است. شرکت فاراتل (سهامی خاص) در سال ۱۳۵۲ خورشیدی (۱۹۷۳ میلادی) به وسیلۀ بهرام مکانیک اصفهانی و خسرو افقهی، در تهران، ایران تأسیس شد. 

## نام
نام این شرکت از ادغام دو کلمۀ "فاراده" (نام دانشمند) و "تلفان" آمده است. 

## تعقیب قضایی دادگستری آمریکا
شرکت فاراتل در تاریخ ۱۷ آوریل ۲۰۱۵ توسط دادگستری ایالات متحده به‌خاطر صدور تکنولوژی پیشرفته به ایران تحت تعقیب قرار گرفت. در متن خبر واشنگتن پست اتهام مربوط به ارسال میکروالکترونیک‌های پیشرفته به ایران است که "می‌توانند" در سیستم‌های موشک زمین به هوا و موشک‌های کروز "هم" کاربرد داشته باشند.

مطابق خبر بی‌بی‌سی فارسی بهرام مکانیک و خسرو افقهی به جرم ارسال نزدیک به ۲۴ میلیون دلار تجهیزات الکترونیکی به ایران از طریق شرکت آمریکایی اسمارت پاور سیستمز هیوستونکه به آن‌ها تعلق داشته در ایالات متحده دستگیر شده‌اند.

## حکم استرداد و آزادی
طبق توافق ایران و امریکا برای مبادلۀ تعدادی زندانی در دو کشور، دولت امریکا در تاریخ شانزدهم ژانویۀ ۲۰۱۶ (بیست‌وششم دی‌ماه ۱۳۹۴) حکم استرداد بهرام مکانیک و خسرو افقهی را صادر کرد.